# 스즈토메촌
스즈토메촌(鈴止村)은 미에현 이난군에 있던 촌이다. 현재의 마쓰사카시 중심부의 한 모퉁이, 아타고강 하류 지역, 대체로 마쓰자카역 동쪽 일대에 해당한다.

## 역사
- 1889년 4월 1일 - 정촌제 시행에 의해 이타카군 스즈토메촌이 성립하였다.
- 1896년 4월 1일 - 군제 시행에 의해 스즈토메촌은 이난군에 속하게 되었다.
- 1921년 1월 1일 - 마쓰사카정에 편입해, 동일 스즈토메촌은 폐지되었다.

## 참고문헌
- 松阪市史編さん委員会 編『松阪市史 別巻2 索引・年表』蒼人社、1985年1月25日、258p. 일본 전국 서지 번호 : 85028305
- 가도카와 일본 지명 대사전 24 三重県